# Better Portable Graphics
 (décembre 2014).
Pour les articles homonymes, voir BPG.
Better Portable Graphics (BPG) est un format d'image basé sur la compression avec ou sans perte créé en 2014 par l'informaticien français Fabrice Bellard. Son but est remplacer le format JPEG notamment par ses meilleurs taux de compression et sa qualité d'image.
Les outils d'encodage et de décodage BPG sont sous licence libre. Un script en JavaScript permet d'afficher les images au format BPG dans les pages web.

## Caractéristiques
- Basé sur le profil « Main Still Picture » de la norme de compression vidéo H.265/HEVC (High Efficiency Video Coding) destinée aux images fixes.
- Compression avec et sans perte.
- Espaces colorimétriques RVB, CMJN et YCbCr avec sous-échantillonnage de la chrominance en 4:2:0, 4:2:2 ou 4:4:4.
- 8 à 14 bits par canal pour une gamme dynamique plus élevée.
- Canal alpha (transparence).
- Diverses métadonnées (telles que EXIF, profil ICC, XMP).
- Taux de compression élevé. Les fichiers BPG sont beaucoup plus petits que le JPEG à qualité similaire ou bien de meilleure qualité que le JPEG à taille de fichier similaire.
- Supporté par la plupart des navigateurs web modernes à l’aide d’un petit décodeur JavaScript.
- Le BPG étant basé sur le HEVC, la décompression des images pourra être accélérée sur les systèmes disposant de la prise en charge matérielle de la norme de compression vidéo HEVC.

## Référence
1. ↑  « BPG Image format »